# Emanuele Laustino
Emanuele Laustino (Pittsburgh, 2 aprile 1916 – Asti, 10 gennaio 1988) è stato un pittore italiano.

## Biografia
Nato in Pennsylvania da genitori originari di Isola d'Asti, intorno ai 10 anni, in seguito alla morte del padre, si trasferì in Italia.
L'artista iniziò a lavorare all'età di 14 anni nel 1930 come allievo di Morgari e Bevilacqua, specializzati nell'affresco, collaborando ad opere presso chiese liguri e piemontesi, apprendendo le tecniche del restauro e della doratura.

A 21 anni espose un suo quadro alla Mostra d'Arte Astigiana (Artisti dell'Ottocento e del ‘900).
Negli anni successivi espose diverse volte ad Asti,  alla Società Promotrice di Belle Arti di Torino (1939, 1940, 1942, 1968), a Milano alla III Esposizione del Sindacato Nazionale Artisti (1939), alla Galleria Civica d'Arte Moderna di Torino (1942).
Nel 1947 fu tra i fondatori della Società Promotrice di Belle Arti di Asti.
Nel 1950 fu scelto da Casorati, Manzù, Carrà, Carena e Morandi per la XXV Biennale Internazionale d'Arte di Venezia.
Espose in numerose mostre personali nazionali ed internazionali in diverse città: Torino (Galleria d'Arte Cigala - 1946), Pittsburgh (1948), Asti (1944, 1951, 1955, 1972, 1973, 1977, 1978, 1979, 1984), Chiavari (1966, 1969, 1977), Rapallo (1967, 1968), Lavagna (1968), Canelli (1983).
Nel 1982 venne pubblicata un'ampia monografia, curata da Angelo Mistrangelo, sulla sua opera.
Dopo la sua morte, venne ricordato in due mostre collettive  presso la Galleria d'Arte Fogliato di Torino (1988, 1989).
 
Nel 2003 l'Associazione Culturale “Mino Rosso” gli dedicò un'ampia retrospettiva presso l'Archivio Storico di Asti.
Sono presenti opere in collezioni pubbliche e private in Italia e negli Stati Uniti.

## Percorso artistico
Dopo il breve periodo dell'affresco, passò alla pittura ad olio, ispirato dalle tradizionali tendenze pittoriche figurative di quei tempi ed ai grandi del passato sino a giungere, in età adulta, ad una stabilità pittorica che, anche se accostabile all'impressionismo, è pur sempre inconfondibilmente personale nel colpo di pennello a volte soffice e sciolto, a volte più marcato e nervoso.
I suoi soggiorni nella campagna astigiana, in Liguria e nelle valli alpine danno alle sue opere spunti variegati nel trattare il paesaggio anche se i colori sono sempre caldi, serotini, venati di malinconica poesia.
Le innumerevoli nature morte (semplici composizioni di fiori od oggetti polverosi) riflettono il suo carattere: riservato, signorilmente modesto nella continua, inquieta ricerca di fermare il tempo.
Gli interni sono pervasi d'antico silenzio così come le non frequenti figure da lui dipinte con affettuoso ma intimo tormento.
L'artista, ottimo incisore, ha prodotto opere di grafica anche in collaborazione con maestri piemontesi suoi contemporanei quali Giuseppe Manzone e Guglielmo Bezzo.

## Pubblicazioni
Hanno espresso giudizi lusinghieri sulla sua opera importanti critici d'arte quali E. Zanzi, P. Levi, R. Clermont, M. Bernardi, A. Mistrangelo, R. Guasco, S. Taricco, A. Menzio, M. Faussone, E. Guglielminetti, P.L. Sacco Botto, A. Platone.